# کرنیانو
کرنیانو (به ایتالیایی: Ceregnano) یک کومونه در ایتالیا است که در استان روویگو واقع شده‌است.

## خصوصیات
کرنیانو ۳۰٫۰ کیلومترمربع مساحت و ۳٬۹۵۱ نفر جمعیت دارد.

## خواهرخوانده
شهر Seeheim-Jugenheim خواهرخواندهٔ کرنیانو هست.